# Álvaro Garcia Cantó
Álvaro García Cantó és un futbolista valencià nascut el 7 de juliol de 1986 a la Romana, Vinalopó Mitjà. Juga d'extrem destre encara que també pot fer d'extrem esquerre. Actualment juga al Novelda CF.

## Trajectòria[calcitació]
Es va formar en la UD Asp entre 1994 i 2000. Va jugar una temporada en la pedrera del València CF (2000-01) i va tornar a l'Asp, on jugaria dos anys més. En 2003 va passar al futbol base de l'Alacant CF i en la temporada següent es va integrar en l'Alacant B.
Posteriorment va jugar quatre anys en el primer equip i quatre fases d'ascens de Segona Divisió B, encara que solament en la temporada 2007/08 va ser quan va ascendir a la Segona Divisió. En 2009 va jugar en el Cadis CF i va fitxar pel Rácing de Ferrol, en 2ª B per la 2009/10. No obstant això, aquesta temporada la va acabar disputant en la UD Alzira, en 3ª, al que va arribar el gener de 2010 i amb el qual va ascendir a 2ª B.
Cal destacar també que va ser convocat amb la selecció espanyola Sub-21.
En la següent campanya, per qüestions personals va decidir recalar en el Novelda CF de 3ª. El dia 21 de gener fitxa pel CD Alcoià, procedent del club de la Magdalena, en el qual va anar la revelació del seu equip.
Una temporada després, el CD Alcoià ascendeix a Segona Divisió, juga molts minuts i és un dels jugadors clau de l'Esportiu en la categoria de plata, sent en moltes ocasions decisiu en els partits. Va marcar 12 gols.
La temporada 2012-13 la va començar en el Asteras Tripolis de Grècia, amb el qual va participar en un partit de Lliga i dues de Copa.
A causa de la seva poca participació amb el conjunt grec, al mercat d'hivern retorna a Espanya i es compromet amb el FC Cartagena, recentment descendit de la Segona Divisió i que el seu objectiu seria l'ascens de categoria. Amb el conjunt cartagenero, acaba la lliga regular com a subcampió de grup i disputa les eliminatòries d'ascens a Segona Divisió. Fins avui porta disputats 12 partits i ha marcat 1 gol.
En finalitzar la temporada 2012-2013 no renova la seva contarato amb el Futbol Club Cartagena, i acaba fitxant per a la propera temporada pel Club Esportiu Leganés, amb el qual va aconseguir l'ascens a la divisió de plata del futbol espanyol.
La temporada 2014-2015, en segona divisió, va disputar 35 partits de Lliga, 33 d'ells com a titular.
En 2015, signatura amb l'Huracà València Club de Futbol però va abandonar el club valencià per ser víctima dels problemes econòmics de l'entitat, amb la qual va participar en catorze partits de Lliga i va marcar tres gols. Al mercat d'hivern es converteix en nou jugador de l'Hèrcules Club de Futbol.